# Chefferies de la Sierra Leone
Les chefferies de la Sierra Leone sont les unités administratives de troisième niveau de la Sierra Leone. Il y a 190 chefferies en Sierra Leone, en 2017. Auparavant, il y en avait 149.

## Histoire et organisation
Les chefs suprêmes et les familles dirigeantes des chefferies ont été reconnus et habilités par l'administration coloniale britannique lorsqu'elle a organisé le protectorat de la Sierra Leone en 1896. En règle générale, les chefs ont le pouvoir de « lever des impôts, contrôler le système judiciaire et allouer des terres, la ressource la plus importante dans les zones rurales ».
Les chefs suprêmes héréditaires et leurs sous-chefs étaient le seul gouvernement local en Sierra Leone jusqu'en 2004, lorsque la Banque mondiale a parrainé la création de conseils locaux élus. Les notables locaux, connus sous le nom d'Autorité tribale, élisent des chefs suprêmes à vie parmi les familles dirigeantes de chaque chefferie reconnue par l'administration britannique en 1896.
Certaines chefferies ont plusieurs familles dirigeantes, et les différences entre elles en termes de progrès économique ont fait l'objet d'une étude en 2013. Ils ont constaté qu'il existait une relation positive entre le nombre de familles dirigeantes dans une chefferie et les résultats scolaires, sanitaires et économiques en termes de capital humain.
Les districts de la Sierra Leone ont été divisés en 149 chefferies de chefferies jusqu'en 2017, comme indiqué ci-dessous à partir de 2011. Depuis 2017, elles sont divisées en 190 chefferies,.

## Province de l'Est
| 1. Dea Chiefdom (en) – Baiwala 2. Jaluahun (en) – Segbwema 3. Jawei (en) – Daru 4. Kissi Kama (en) – Dea 5. Kissi Teng (en) – Kangama 6. Kissi Tongi (en) – Buedu 7. Luawa (en) – Kailahun 8. Malema (en) – Jojoima 9. Mandu Chiefdom (en) – Mobai 10. Peje Bongre (en) – Manowa 11. Peje West (en) – Bunumbu 12. Penguia (en) – Sandar 13. Upper Bambara (en) – Pendembu 14. Yawei (en) – Bandajuma | 1. Dama Chiefdom (en) – Giema 2. Dodo Chiefdom (en) – Dodo 3. Gaura Chiefdom (en) – Joru 4. Gorama Mende (en) – Tungie 5. Kandu Leppiam (en) – Gbado 6. Koya Chiefdom (en) – Baoma 7. Langurama Ya (en) – Baima 8. Lower Bambara (en) – Panguma 9. Malegohun (en) – Sembehun 10. Niawa (en) – Sundumei 11. Nomo (en) – Faama 12. Nongowa (en) – Kenema 13. Simbaru (en) – Boajibu 14. Small Bo (en) – Blama 15. Tunkia (en) – Gorahun 16. Wando Chiefdom (en) – Faala | 1. Fiama (en) – Njagbwema 2. Gbane Kandor (en) – Koardu 3. Gbane (en) – Ngandorhun 4. Gbense (en) – Yardu 5. Gorama Kono (en) – Kangama 6. Kamara Chiefdom (en) – Tombodu 7. Lei Chiefdom (en) – Siama 8. Mafindor (en) – Kamiendor 9. Nimikoro (en) – Njaiama 10. Nimiyama (en) – Sewafe 11. Sandor Chiefdom (en) – Kayima 12. Soa Chiefdom (en) – Kainkordu 13. Tankoro (en) – New Sembehun 14. Toli Chiefdom (en) – Kondewakor |

## Province du Nord
| 1. Biriwa (en) – Kamabai 2. Bombali Shebora (en) – Makeni 3. Gbanti Kamaranka (en) – Kamaranka 4. Gbendembu Ngowahun (en) – Kalangba 5. Libeisaygahun (en) – Batkanu 6. Magbaiamba Ndowahun (en) – Hunduwa 7. Makari Gbanti (en) – Masongbon 8. Paki Massabong (en) – Mapaki 9. Safroko Limba (en) – Binkolo 10. Sanda Loko (en) – Kamalo 11. Sanda Tenraren (en) – Mateboi 12. Sella Limba (en) – Kamakwie 13. Tambakha (en) – Fintonia | 1. Dembelia Sikunia (en) – Sikunia 2. Diang Chiefdom (en) – Kondembaia 3. Folasaba (en) – Musaia 4. Kasunko (en) – Fadugu 5. Mongo Chiefdom (en) – Bendugu 6. Neya (en) – Krubola 7. Nieni (en) – Yiffin 8. Sengbe Chiefdom (en) – Yogomaia 9. Sulima (en) – Falaba 10. Wara-Wara Bafodia (en) – Bafodea 11. Wara-Wara Yagala (en) – Gbawuria | 1. Gbonkolenken (en) – Yele 2. Kafe Simiria (en) – Mabonto 3. Kalanthuba – Kamankay 4. Dansogoia - Bumbuna 5. Kholifa Mabang (en) - Mabang 6. Kholifa Rowalla (en) – Magburaka 7. Kunike (en) – Masingbi 8. Kunike Barina (en) – Makali 9. Malal Mara (en) – Rochin 10. Sambaia (en) – Bendugu 11. Tane Chiefdom (en) – Matotoka 12. Yoni Chiefdom (en) – Yonibana |

## Province du Nord-Ouest
| 1. Brimaia (en) – Kukuna 2. Gbinle Dixing (en) – Tawuya 3. Magbema (en) – Kambia 4. Mambolo (en) – Mambolo 5. Masungbala (en) – Kawula 6. Samu Chiefdom (en) – Kychum 7. Tonko Limba (en) – Madina | 1. Bureh Kasseh (en) – Mange 2. Buya Romende (en) – Foredugu 3. Debia (en) – Gbinti 4. Kaffu Bullom (en) – Mahera 5. Koya Chiefdom, Port Loko District – Songo 6. Loko Masama (en) – Petifu 7. Maforki (en) – Port Loko 8. Marampa (en) – Lunsar 9. Masimera (en) – Masimera 10. Sanda Magbolontor (en) – Sendugu 11. T.M. Safroko (en) – Miraykulay |

## Province du Sud
| 1. Badjia Chiefdom (en) – Ngelehun 2. Bagbo (en) – Jimmi 3. Bagbwe (en) – Ngarlu 4. Baoma (en) – Baoma 5. Bumpe–Gao (en) – Bumpe 6. Gbo (en) – Gbo 7. Jaiama Bongor (en) – Telu 8. Kakua Chiefdom (en) – Bo 9. Komboya (en) – Njala 10. Lugbu (en) – Sumbuya 11. Niawa Lenga (en) – Nengbema 12. Selenga Chiefdom (en) – Dambala 13. Tikonko (en) – Tikonko 14. Valunia (en) – Mongere 15. Wonde (en) – Gboyama | 1. Bendu Chiefdom (en) – Cha Bendu 2. Bum Chiefdom (en) – Madina 3. Dema Chiefdom (en) – Tissana 4. Imperri (en) – Gbangbama 5. Jong (en) – Mattru 6. Kpanda (en) – Kemo Motuo 7. Kwamebai Krim (en) – Benduma 8. Nongoba Bullom (en) – Gbap 9. Sittia (en) – Yonni 10. Sogbini (en) – Tihun 11. Yawbeko (en) – Talia | 1. Bagruwa (en) – Sembehun 2. Banta Chiefdom (en) – Gbangbatoke 3. Bumpe (en) – Rotifunk 4. Dasse Chiefdom (en) – Mano 5. Fakunya (en) – Gandohun 6. Kagboro (en) – Shenge 7. Kaiyamba (en) – Moyamba 8. Kamajei (en) – Senehun 9. Kongbora (en) – Bauya 10. Kori Chiefdom (en) – Taiama 11. Kowa Chiefdom (en) – Njama 12. Ribbi (en) – Bradford 13. Timdale (en) – Bomotoke 14. Upper Banta (en) – Mokelle | 1. Barri (en) – Potoru 2. Gallines Perri (en) – Blama 3. Kpaka (en) – Masam 4. Kpanga Kabonde (en) – Pujehun 5. Makpele (en) – Zimmi 6. Malen Chiefdom (en) – Sahn 7. Mano Sa Krim (en) – Gbonjema 8. Kpanga Krim (en) – Gobaru 9. Peje Chiefdom (en) – Futta 10. Sorogbema (en) – Fairo 11. Sowa Chiefdom (en) – Bandajuma 12. Yakemo Kpukumu Krim (en) – Karlu |